# القصر القديم (إسطنبول)
القصر القديم (بالتركية العثمانية: اسكي سراي. وباللغة التركية الحديثة: (Eski Saray) ويسمى أيضًا بالقصر العتيق هو قصر عثماني شيده السلطان محمد الفاتح بعد فتح إسطنبول. غادره السلطان بعد تشييد قصر طوب قابي. وأصبح القصر مكانًا لإقامة والدات وزوجات السلاطين المتوفين.